# Use Your Illusion turné
A Use Your Illusion Tour az amerikai Guns N’ Roses turnéja volt, amely a Use Your Illusion I és Use Your Illusion II albumokat népszerűsítette. A rock történetének egyik leghosszabb körútja volt, 194 fellépéssel. A turné bővelkedett botrányokban, amelyeket főleg a nézők agresszivitása, a késések, koncert eltörlések és Axl Rose énekes szókimondó természete miatt.